# Sjeverna Afrika
Sjeverna Afrika je najsjevernija regija afričkog kontinenta. U geopolitici UN-ova definicija Sjeverne Afrike, koja se podudara s uobičajenim prepoznavanjem regije, uključuje sedam sljedećih teritorija:
- Alžir
- Egipat
- Libija
- Maroko
- Sudan
- Tunis
- Zapadna Sahara

Španjolske plazas de soberanía (eksklave) nalaze se na južnoj obali Sredozemnog mora okružene s kopna Marokom.
Španjolski Kanarski otoci i portugalski otoci Madeira, koji se nalaze u sjevernom Atlantskom oceanu, čine sjeverozapad afričkog kontinenta i često se uključuju u ovu regiju.
Magreb – također nazvan Tamazgha – dio je sjeverozapadne Afrike koji obuhvaća Alžir, Maroko, Tunis, Zapadnu Saharu (čiji je politički status neodređen) i (ponekad) Libiju. U uobičajenoj uporabi, posebice u francuskom, termin se često ograničava na prve tri zemlje, budući su sve tri bile bivši teritoriji pod francuskom upravom (Alžir kao naseljenička kolonija, a ostale dvije kao protektorati). U arapskom jeziku termin može također označavati samo Maroko.
Geografski se ponekad uključuju Azori, Mauritanija, Mali, Niger, Čad, Etiopija i Džibuti.
Neke se zemlje u Sjevernoj Africi, posebice Egipat i Libija, često ubrajaju u uobičajene definicije Srednjeg istoka, jer one u nekim pogledima imaju bliže spone s Jugozapadnom Azijom nego s Magrebom. Štoviše, Sinajski poluotok u Egiptu dio je Azije, pa je stoga Egipat transkontinentalna država.
██ Sjeverna Afrika (UN-ova subregija).
██ Geografski, uključujući gore.

## Povijest
Nakon srednjeg vijeka čitavo se područje osim Maroka nalazilo pod kontrolom Osmanskog Carstva. Nakon 19. stoljeća Sjevernu Afriku su kolonizirale Francuska, Britansko Carstvo, Španjolska i Italija. U Drugom svjetskom ratu od 1940. do 1943. područje je bilo okvir za Sjevernoafričku kampanju. Tijekom 1950-ih, 1960-ih i 1970-ih sve sjevernoafričke države dobile su nezavisnost, osim nekoliko malenih španjolskih kolonija na samom sjeveru Maroka i Zapadne Sahare koja je iz španjolskih ruku došla pod marokansku vlast.

## Gospodarstvo
Osojne doline u planinama Atlas, dolina i delta Nila te sredozemna obala glavna su područja s kvalitetnom obradivom zemljom. Tu dobro uspijevaju žitarice, riža i pamuk, koji prevladava u dolini Nila, a također i tipične sredozemne kulture – masline, datulje, smokve i agrumi. 
Alžirski i libijski glavni izvozni proizvod je nafta i zemni plin, Maroku su to fosfati i poljoprivredni proizvodi, a Egiptu i Tunisu turizam je osnova gospodarstva. Egipat ima najrazgranatiju osnovu, uvozeći tehnologiju kako bi razvio elektronsku i industriju strojeva te očuvao značenje važnog proizvođača pamučnih tekstilnih proizvoda vrhunske kvalitete. Egipat je gospodarska najraznovrsnija država sjeverne Afrike, a i najmnogoljudnija.

## Stanovništvo
Stanovnici Sjeverne Afrike su općenito podijeljeni na način koji grubo odgovara glavnim geografskim regijama Sjeverne Afrike: Magreb, dolina Nila i Sahara. Vjeruje se da su Sjeverozapadnu Afriku u cijelosti naselili Berberi od početka zabilježene povijesti, dok je istočni dio Sjeverne Afrike bio dom Egipćanima i Nubijcima. Nakon muslimansko-arapskih osvajanja u 7. stoljeću regija je podvrgnuta procesu arabizacije i islamizacije koji je odredio njen kulturni krajolik do danas. Pitanja o etničkom identitetu obično počivaju na pripadnosti arabizmu i/ili islamu ili autohtonim kulturama i religijama. Sjeveroafrikanci pokazuju širok raspon fenotipskih karakteristika od svijetle do tamne puti.

## Kultura
Ljudi Magreba i Sahare govore različitim dijalektima berberskog i arapskog jezika, te slijede islam. Dva su jezika povezana jer su oba pripadnici afroazijske jezične obitelji. Dijalekti Sahare (i arapski i berberski) općenito su značajno konzervativniji nego oni na obali. Tijekom godina na Berbere su utjecale mnoge kulture koje su stupile s njima u kontakt: Nubijci, Grci, Feničani, Egipćani, Rimljani, Vandali, Arapi i kasnije Europljani. Kultura Magreba i Sahare stoga objedinjuje autohtone berberske, arapske i ostale elemente. U Sahari je posebno označena razlika između sedentarnih stanovnika oaze te nomadskih Beduina i Tuarega.
Dok u Sjeverozapadnoj Africi većinom dijele iste korijene, Berberi i »Arapi« u Magrebu i Sahari obično se dijele duž etnolingvističkih linija. Postoje iznimke izvan Maroka i u dijelovima Alžira gdje se neki Berberi mogu, primjerice, identificirati kao Arapi i ne moraju nužno govoriti Tamazightom, nego magrebskim arapskim. Ipak je većina Berbera (koji se također nazivaju Imazighen) zadržala zaseban osjećaj etničke i kulturne identifikacije. Uzevši sve u obzir, Magrebljani koji govore arapski skloni su identificiranju s arapskom poviješću i kulturom, te mogu dijeliti zajedničko viđenje s ostalim Arapima. Berberi, a posebice Berberisti gledaju sve sjeverozapadne Afrikance ponajprije kao na Berbere bilo da govore berberskim ili arapskim.
Dolina Nila kroz sjeverni Sudan prati svoje izvore do antičkih civilizacija Egipta i Kusha. Egipćani su tijekom stoljeća promijenili vlastiti jezik iz egipatskog u moderni egipatski arapski (oba pripadnici afroazijske skupine), dok su zadržali osjećaj nacionalnog indentiteta koji ih je povijesno odvajao od ostalih naroda u regiji. Većina Egipćana su sunitski muslimani dok je značajna manjina (kopti) priklonjena koptskom kršćanstvu. U Nubiji, koja rastavlja Egipat od Sudana, značajan dio stanovništva zadržava antički nubijski jezik, ali je prihvatio islam. Sjeverni dio Sudana predstavlja dom muslimanskom crnom stanovništvu Afrike koji prvenstveno govore arapskim, ali dalje niz dolinu Nila započinje kulturno različit svijet uvelike nemuslimanskog nilotičkog naroda i naroda Nuba. Sudan je najveća i najraznolikija od svih sjevernoafričkih zemalja.
Sjeverna Afrika je nekada imala veliku populaciju Židova od kojih su gotovo svi emigrirali u Francusku ili Izrael čim su sjevernoafričke države stekle neovisnost. Manji broj je otišao u Kanadu. U Sjevernoj je Africi prije modernog uspostavljanja države Izrael živjelo oko 600.000 – 700.000 Židova uključujući Sefarde (izbjeglice iz Francuske, Španjolske i Portugala iz doba renesanse) jednako kao i autohtone Mizrāḥîm. Danas ih je u regiji ostalo manje od petnaest tisuća, a gotovo svi žive u Maroku i Tunisu gdje su većinom dio urbane elite koja govori francuski.
Vidi još: Iseljavanje i progon Židova u arapskom svijetu

## Poveznice
- Razvoj sjevernoafričke željeznice

## Vanjske poveznice
- North of Africa  Arhivirana inačica izvorne stranice od 13. siječnja 2010. (Wayback Machine)

### Sestrinski projekti
|  | Zajednički poslužitelj ima još gradiva o temi Sjeverna Afrika |